# Vladimír Špidla
Vladimír Špidla (Praga, 22 aprile 1951) è un politico ceco.
È stato primo ministro della Repubblica Ceca e commissario europeo.

## Formazione e carriera professionale
Špidla studiò storia all'Università Carolina di Praga, laureandosi nel 1976.
Dopo la laurea svolse vari mestieri piuttosto umili, rifiutandosi di aderire ai requisiti politici richiesti per mestieri più qualificati.

## Carriera politica

### Carriera a livello nazionale
Dopo la rivoluzione di velluto del 1989 Špidla entrò in politica nella cittadina di Jindřichův Hradec dove viveva. Aderì al Partito Socialdemocratico Cecoslovacco, diventando membro del suo comitato centrale nel 1992, vicesegretario nel 1997 e segretario nel 2001. Špidla fa parte dell'ala sinistra del Partito Socialdemocratico, pur essendo fortemente anticomunista.
Nel 1996 Špidla venne eletto al Parlamento. Tra il 1998 e il 2002 Špidla fu vice primo ministro e ministro del lavoro e degli affari sociali nel governo guidato da Miloš Zeman.
Il 12 luglio 2002 Špidla subentrò a Zeman come primo ministro, a capo di un governo di coalizione dotato di una maggioranza parlamentare ristretta. Fu anche presidente della repubblica ad interim tra il 2 febbraio e il 7 marzo 2003. Il governo Špidla cercò di introdurre delle riforme necessarie per contrastare il deficit di bilancio dello stato, ma dovette confrontarsi con le divisioni interne alla coalizione di governo e con la sua debolezza. Le riforme vennero criticate dall'opposizione come insufficienti e basate principalmente su un aumento delle tasse.
Secondo un'opinione diffusa, Špidla è un politico integro ed onesto, ma poco carismatico e poco capace di mantenere coeso il suo partito e la sua coalizione. Dopo la sconfitta del suo partito e della sua coalizione di governo alle elezioni europee del 2004, Špidla si dimise dall'incarico di primo ministro il 26 luglio 2004.

### Carriera a livello europeo
Il nuovo governo indicò Špidla stesso come membro della Commissione europea, modificando una diversa indicazione precedentemente data dal governo Špidla. Špidla è un europeista convinto. Il 22 novembre 2004 Špidla entrò in carica come commissario per l'occupazione, gli affari sociali e le pari opportunità nell'ambito della Commissione Barroso I. Cessò l'incarico alla fine del mandato della Commissione, nel febbraio 2010.
Come commissario, Špidla affermò il suo desiderio di tutelare il modello sociale europeo, promuovere la creazione di posti di lavoro, gestire il problema dell'invecchiamento demografico e promuovere una società inclusiva. Creò il European globalisation adjustment fund, a disposizione delle imprese per adattarsi ai cambiamenti della globalizzazione.

## Vita privata
Špidla è al suo secondo matrimonio. Ha due figli avuti dalla prima moglie e due acquisiti dalla seconda moglie.